# Renqing Lamu
Renqing Lamu (chiń. 仁青拉姆; ur. 8 grudnia 1990 w Nyingchi) – chińska wspinaczka sportowa pochodzenia tybetańskiego. Specjalizowała się w boulderingu oraz w prowadzeniu. Dwukrotna mistrzyni Azji z mistrzostw z Teheranu z 2013 we wspinaczce sportowej w konkurencjach prowadzenia oraz boulderingu.

## Kariera sportowa
Multimedalistka mistrzostw Azji (łącznie 5 medali w tym 2 tytułów mistrzyni) we wspinaczce sportowej w latach 2009–2017:
- w konkurencji boulderingu;
  - mistrzostwo Azji (1x) – 2013[1]
  - vice mistrzostwo Azji (1x) – 2012
- w konkurencji prowadzenia;
  - mistrzostwo Azji (1x) – 2013[2]
  - vice mistrzostwo Azji (1x) – 2016
  - brązowy medal mistrzostw Azji (1x) – 2012

W 2010 we włoskiej Dolinie Aosty (Courmayeur) podczas Zimowych igrzysk wojskowych zajęła siódme miejsce w prowadzeniu. Złota medalistka w plażowych igrzyskach azjatyckich z 2014 z tajlandzkiego Phuket we wspinaczce sportowej w zawodach sztafetowych we wspinaczce na czas.

## Osiągnięcia

### Mistrzostwa świata
| Konkurencje  | 2009 | 2011 | 2012 | 2014 |
| Bouldering   | 49   | 41   | 49   | —    |
| Prowadzenie  | 42   | 47   | 37   | 27   |
| Wsp. na czas | —    | 31   | —    | —    |

### Mistrzostwa Azji
| Konkurencje  | 2010 | 2012 | 2013 | 2016 | 2017 |
| Bouldering   | 12   | 2    | 1    | 4    | 6    |
| Prowadzenie  | 14   | 3    | 1    | 2    | 6    |
| Wsp. na czas | —    | —    | —    | 8    | 21   |

### Zimowe igrzyska wojskowe
| Konkurencje | 2010 |
| Prowadzenie | 7    |

### Plażowe igrzyska azjatyckie
| Konkurencje      | 2014 |
| Wsp. na czas     | 7    |
| Sztafeta na czas | 1    |